# NGC 2256
NGC 2256 في الفهرس العام الجديد، هي مجرة، تقع في كوكبة الزرافة. اكتشفت في 1 أغسطس 1883 بواسطة فيلهلم تمبل.

## روابط خارجية
- NGC 2256 على موقع ويكي سكاي: DSS2, SDSS, GALEX, IRAS, Hydrogen α, X-Ray, Astrophoto, Sky Map, Articles and images